# Bassia bassensis
Bassia bassensis is een hydroïdpoliep uit de familie Abylidae. De poliep komt uit het geslacht Bassia. Bassia bassensis werd in 1827 voor het eerst wetenschappelijk beschreven door Quoy & Gaimard. 